# Ulundi
Ulundi – miasto, zamieszkane przez 26 538 ludzi, w Republice Południowej Afryki, w prowincji KwaZulu-Natal.
Miasto założył Cetshwayo, król Zulusów. 4 lipca 1879 Brytyjczycy zdobyli miasto i zrównali je z ziemią w bitwie pod Ulundi. Miasto odbudowano po wojnie zuluskiej. Ulundi było w czasie apartheidu stolicą bantustanu KwaZulu.
W mieście znajduje się port lotniczy.